# 南知里
南 知里（みなみ ちさと、1985年6月13日 - ）は、日本の元グラビアアイドル。パンコーディネーター。群馬県出身。

## 経歴
- 2004年度パラオ国際親善大使ロイヤルプリンセス
- 第2回（2006年）ミス週プレ準グランプリ。

## 人物
- 父は小説家の姫野由宇。
- 趣味はウォーキング、料理、ピアノ、ショッピング。
- 特技はスキー。3歳から始め、アルペン競技で群馬県代表として関東大会に出場した。他に油絵を特技とし、2011年には個展を開いている。
- 1998年の冬季長野オリンピックにて、聖火ランナーを務める。
- 2009年11月まで、同事務所の若手5人組で結成されたユニットFu-Fuのリーダーとして、路上ライブなどの活動をしていた。
- あゆか、渕上彩夏と仲がいい[1]。
- 2012年9月30日を以って所属事務所であるキャストコーポレーションを辞めて、今後は趣味であったパン作りの経験を活かし、本格的にパン屋経営をすることになる。

## 出演

### TV
- 全力坂 (テレビ朝日、2008年6月23日・7月1日）
- スカ☆J (テレビ東京）
- BLOG@GIRLS (BS-i）
- グラビアトークオーディション (フジテレビ）
- ABCヴィーナスバトル (ABCテレビ）
- MIDTOWN TV『えみり・ジェンヌ』 (GyaO、毎週金曜日）
- エコアクション対決!～真のエコガールを目指せ～ (瀬戸内海放送、2009年12月19日、共演：はなわ、あゆか)
- 逆流!シラベルトラベル（テレビ東京、2010年6月28日）

### ラジオ
- MAGICAL SNOWLAND (NACK5、2009年10月3日 - 2010年3月27日）

### インターネット
- タケミネット (あっ!とおどろく放送局、2007年2月10日～2010年8月1日）
- イケ☆スタ たじろぎ☆LIP（2010年10月8日～2012年9月14日）

### CM
- ボルヴィック キャンペーンCM
- ポカリスエット （2006年12月 - 2007年3月）
- レオパレス21 （2007年10月 - ）
- KIRIN 氷結 ～どの氷結？早摘み篇 （2009年5月 - 8月）

### 雑誌
- 週刊プレイボーイ （集英社）
- 週刊SPA! （扶桑社）

## その他
- 南知里 初個展「How abura you?」（ギャラリーカフェバー緑緑（東京都港区麻布十番）、2011年6月21日 - 26日）
- 「南知里とパンとbirthday」（マルチエンタメライブ食堂 YOKOHAMA Three S（神奈川県横浜市中区太田町）、2012年6月29日）